# Мионица (село)
Мионица (село) је насеље у Србији у општини Мионица у Колубарском округу. Према попису из 2022. било је 1526 становника.

## Историја
Први помен села је забележен у турском попису (тефтеру) за хиџретску 934. годину, тј. 1527/1528. годину по садашњем рачунању времена.

Транскрибован на модерни турски, са османске арабице, унос са 245. странице тефтера TD 144 је гласио овако:
Miyoniçe karye, Valyeva nahiye - Село Мионица, Нахија Ваљево

## Демографија
У насељу Мионица (село) живи 1109 пунолетних становника, а просечна старост становништва износи 36,5 година (36,1 код мушкараца и 36,8 код жена). У насељу има 429 домаћинстава, а просечан број чланова по домаћинству је 3,37.
Ово насеље је великим делом насељено Србима (према попису из 2002. године).
|  |

| Демографија | Демографија | Демографија |
| Година      | Становника  | Становника  |
| ----------- | ----------- | ----------- |
| 1948.       | 801         |             |
| 1953.       | 823         |             |
| 1961.       | 723         |             |
| 1971.       | 632         |             |
| 1981.       | 819         |             |
| 1991.       | 1.300       | 1.286       |
| 2002.       | 1.446       | 1.484       |

| Етнички састав према попису из 2002.‍ | Етнички састав према попису из 2002.‍ | Етнички састав према попису из 2002.‍ | Етнички састав према попису из 2002.‍ | Етнички састав према попису из 2002.‍ |
| ------------------------------------ | ------------------------------------ | ------------------------------------ | ------------------------------------ | ------------------------------------ |
|                                      |                                      |                                      |                                      |                                      |
| Срби                                 | Срби                                 |                                      | 1.397                                | 96,61%                               |
| Роми                                 | Роми                                 |                                      | 39                                   | 2,69%                                |
| Црногорци                            | Црногорци                            |                                      | 4                                    | 0,27%                                |
| Хрвати                               | Хрвати                               |                                      | 2                                    | 0,13%                                |
| Муслимани                            | Муслимани                            |                                      | 1                                    | 0,06%                                |
| непознато                            | непознато                            |                                      | 3                                    | 0,20%                                |

| Година пописа     | 1948. | 1953. | 1961. | 1971. | 1981. | 1991. | 2002. |
| ----------------- | ----- | ----- | ----- | ----- | ----- | ----- | ----- |
| Број домаћинстава | 151   | 161   | 169   | 168   | 244   | 376   | 429   |

| Број чланова      | 1  | 2  | 3  | 4   | 5  | 6  | 7 | 8 | 9 | 10 и више | Просек |
| ----------------- | -- | -- | -- | --- | -- | -- | - | - | - | --------- | ------ |
| Број домаћинстава | 54 | 83 | 82 | 128 | 42 | 29 | 8 | 0 | 2 | 1         | 3,37   |

| Пол    | Укупно | Неожењен/Неудата | Ожењен/Удата | Удовац/Удовица | Разведен/Разведена | Непознато |
| ------ | ------ | ---------------- | ------------ | -------------- | ------------------ | --------- |
| Мушки  | 569    | 166              | 378          | 17             | 4                  | 4         |
| Женски | 616    | 127              | 392          | 71             | 26                 | 0         |
| УКУПНО | 1.185  | 293              | 770          | 88             | 30                 | 4         |

| Пол    | Укупно                    | Пољопривреда, лов и шумарство | Рибарство                            | Вађење руде и камена | Прерађивачка индустрија       |
| ------ | ------------------------- | ----------------------------- | ------------------------------------ | -------------------- | ----------------------------- |
| Мушки  | 323                       | 51                            | 0                                    | 0                    | 119                           |
| Женски | 246                       | 46                            | 0                                    | 0                    | 69                            |
| УКУПНО | 569                       | 97                            | 0                                    | 0                    | 188                           |
| Пол    | Производња и снабдевање   | Грађевинарство                | Трговина                             | Хотели и ресторани   | Саобраћај, складиштење и везе |
| Мушки  | 12                        | 18                            | 39                                   | 13                   | 20                            |
| Женски | 3                         | 4                             | 33                                   | 19                   | 7                             |
| УКУПНО | 15                        | 22                            | 72                                   | 32                   | 27                            |
| Пол    | Финансијско посредовање   | Некретнине                    | Државна управа и одбрана             | Образовање           | Здравствени и социјални рад   |
| Мушки  | 0                         | 3                             | 20                                   | 5                    | 5                             |
| Женски | 3                         | 7                             | 12                                   | 10                   | 20                            |
| УКУПНО | 3                         | 10                            | 32                                   | 15                   | 25                            |
| Пол    | Остале услужне активности | Приватна домаћинства          | Екстериторијалне организације и тела | Непознато            | Непознато                     |
| Мушки  | 6                         | 0                             | 0                                    | 12                   | 12                            |
| Женски | 6                         | 1                             | 0                                    | 6                    | 6                             |
| УКУПНО | 12                        | 1                             | 0                                    | 18                   | 18                            |